# Tanzih
Tanzih (Árabe: تنزيه) é um conceito do Islã que pode ser traduzido como transcendência. Na teologia islâmica, há dois termos opostos atribuídos a Alá. tanzih e tashibih. O último significa no árabe original "proximidade, acessibilidade", mas pode ser traduzido também como "antropomorfismo". E o primeiro é a declaração de que Alá é inacessível, incompreensível a humanidade. 
O sentido literal da palavra é "declarar que algo é puro e livre de algum outro algo". Essa declaração afirma que Alá não pode ser comparado a nada: "Nada é igual a Ele."
Os Nomes Divinos de Alá associados com tanzih são aqueles que indicam distância, transcendência, temor ao mesmo ritmo que reverência: O Que Governa, O Vingador, O Conhecedor, O Digno de Louvor, O Destruidor, O que Rebaixa e O Auto-Suficiente.